# Turon de Néouvielle
Le Turon du Néouvielle est un sommet des Pyrénées françaises situé dans le massif du Néouvielle, à la limite est du parc national des Pyrénées.
Avec ses 3 035 m, il est célèbre pour être le premier sommet pyrénéen de plus de 3 000 m gravi dans l'histoire[réf. nécessaire].

## Toponymie
- Le mot Turon vient du gascon Turon (se prononce Turoun) qui signifie « sommet arrondi » en forme de tour ronde.
- Le mot Néouvielle vient de Nèu vielha, composé de nèu voulant dire « névé, neige », et vielha pour « vieille, ancienne dans le temps ». En effet, les versants nord et ouest du Néouvielle comportaient trois petits glaciers maintenant presque disparus et des névés.

## Histoire
Le 2 août 1797, il est gravi par l'astronome Vidal et le chimiste Reboul qui entreprennent le nivellement général des Pyrénées. Ils donnent leur nom à un éperon rocheux qui prolonge la crête du Turon vers le lac de Cap de Long.

## Voies d'accès

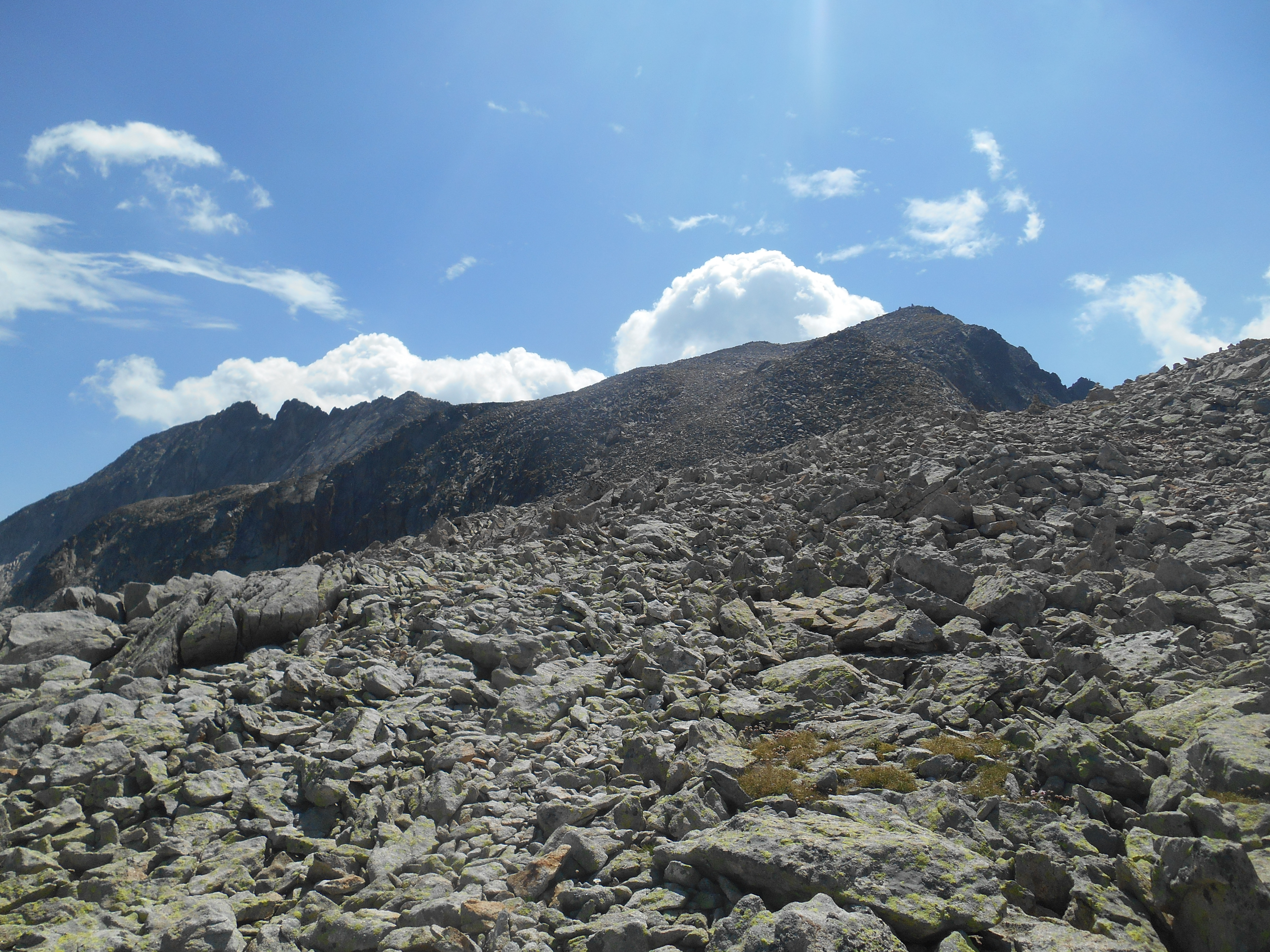
Turon de Néouvielle (à droite), dans les derniers mètres sur l'arête nord-ouest.

Il est assez facilement accessible depuis Barèges, en passant par le refuge de la Glère.